# Rezerpină

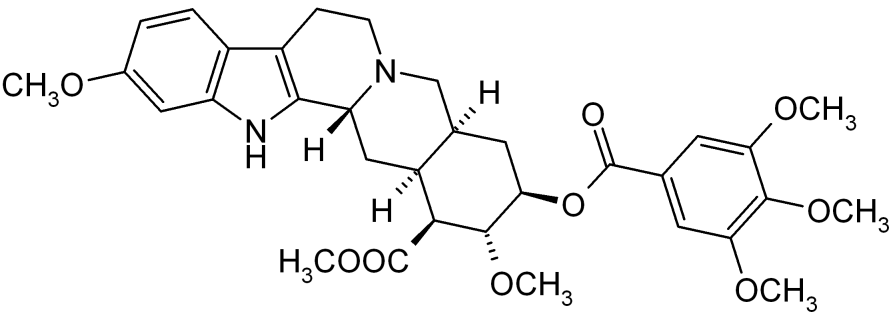
face parte din grupa alcaloizilor cu nucleu yohimbanic, identificându-se pentru prima dată în Rauwolfia serpentina de către Schlihler şi colab.

Rezerpina este un alcaloid cu nucleu indolic, cu acțiune antipsihotică și antihipertensivă.
Rezerpina fost izolată pentru prima dată din rădăcina uscată a plantei Rauwolfia serpentina care crește în India, Ceylon, Indonezia, etc. Denumirile comerciale sub care este cunoscută sunt: Hiposerpil, Serpasil-Ciba, Raunervil, Reserpinum, Rausedil. Deserpidina (Harmonyl) și rezcinamina (Moderil) sunt substanțe care au fost obținute plecând de la rezerpină. Cu structură asemănătoare este și yohimbina.
Din 1949 rezerpina, constituentul activ al ierbii șarpelui, a fost larg utilizată în medicina occidentală pentru controlul hipertensiunii și ca tranchilizant.
Folosirea concomitentă a rezerpinei de către pacienții tratați cu inhibitori de monoaminoxidază (IMAO) poate potența efectul sedativ al acestora asupra sistemului nervos central (SNC)
Rezerpina crește riscul crizelor hipertensive.